# Transfer (film, 1966)
Pour les articles homonymes, voir Transfer.
Pour plus de détails, voir Fiche technique et Distribution.
Transfer est un film canadien, le premier court métrage réalisé par David Cronenberg, sorti en 1966.

## Fiche technique
- Réalisation, scénario, photographie et montage : David Cronenberg
- Son : Margaret Hindson et Stephen Nosoko
- Tourné à Toronto
- Durée : 7 min
- Couleurs
- 1966

## Distribution
- Mort Ritts
- Rafe Mac-Pherson